# Parananochromis
Parananochromis ist eine Gattung aus der Familie der Buntbarsche (Cichlidae), die im östlichen Niederguinea vom südöstlichen Kamerun bis Nordgabun, in der Republik Kongo, im Südwesten der Zentralafrikanischen Republik und im Norden der Demokratischen Republik Kongo vorkommt.

## Merkmale
Parananochromis-Arten sind kleine Buntbarsche und werden 6 bis 12 cm lang. Mit einer Ausnahme (Parananochromis axelrodi) ist ihr Körper langgestreckt und schlank. Alle Arten haben eine helle, gräuliche Grundfärbung und zeigen je nach Stimmung ein schwarzes Längsband auf den Körperseiten. Bei der Brutpflege und bei Aggressionen wird oft ein Muster mit dunklen Flecken sichtbar. Mit Ausnahme der Typusart Parananochromis longirostris besitzen laichreife Weibchen einen rötlich oder violett gefärbten Bauch und ein metallisch glänzendes Band in der Rückenflosse. Sie sind immer deutlich kleiner als die Männchen, die sich auch durch längere Weichstrahlen in Rücken- und Afterflosse und in den Bauchflossen von den Weibchen unterscheiden. Von anderen Buntbarschen der Tribus Chromidotilapiini unterscheiden sich die Parananochromis-Arten u. a. durch die geringe Anzahl der Schuppen um den Schwanzstiel (nur 12 (12 bei Enigmatochromis, 12 bis 14 bei Limbochromis, 14 bis 16 bei Chromidotilapia und 16 bei Benitochromis, Pelvicachromis und Thysochromis)) und drei oder vier Infraorbitalknochen (Augenringknochen).

## Lebensweise

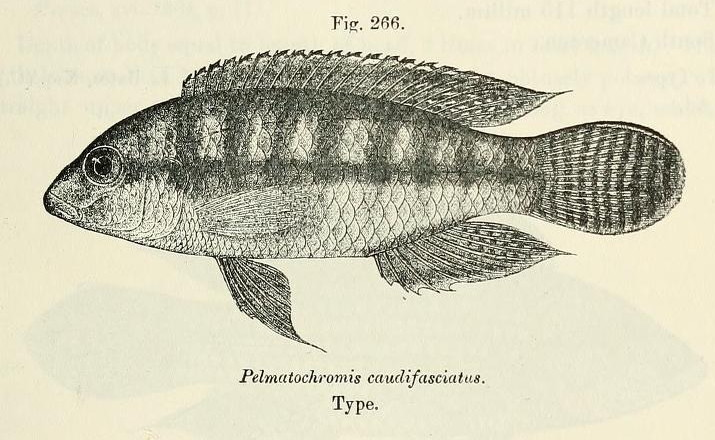
Parananochromis caudifasciatus

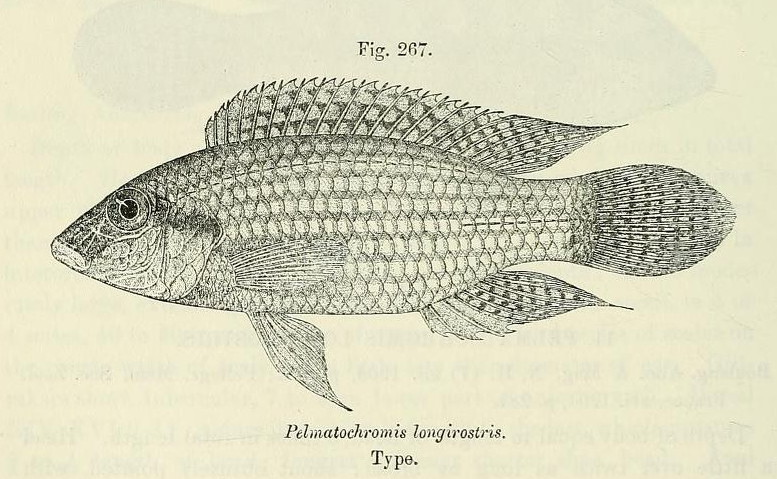
Parananochromis longirostris

Parananochromis-Arten leben ufernah in relativ kühlen Gewässern (21 bis 24 °C) im Schutz der Ufervegetation, zwischen Steinen und Falllaub. Sie ernähren sich von Aufwuchs und Algen, daneben von kleinen Insektenlarven und den Eiern kleiner Krebstiere. Sie vermehren sich als paarbildende Höhlenbrüter, wobei das Männchen das Revier verteidigt, während das Weibchen die Brutpflege übernimmt (Vater-Mutter-Familie).

## Arten
Zurzeit (Oktober 2022) werden neun Arten in die Gattung Parananochromis gestellt:
- Parananochromis axelrodi Lamboj & Stiassny, 2003
- Parananochromis brevirostris Lamboj & Stiassny, 2003
- Parananochromis caudifasciatus (Boulenger, 1913)
- Parananochromis elobatus Lamboj, 2014
- Parananochromis gabonicus (Trewavas, 1975)
- Parananochromis longirostris (Boulenger, 1903) (Typusart)
- Parananochromis moutingae Ibala Zamba et al., 2022[1]
- Parananochromis ornatus Lamboj & Stiassny, 2003
- Parananochromis orsorum Lamboj, 2014